# Юханссон, Марко
Ма́рко Ю́ханссон (швед. Marko Johansson; род. 25 августа 1998, Швеция) — шведский футболист, вратарь.

## Клубная карьера
Является воспитанником «Мальмё», в школу которого попал в четырёхлетнем возрасте. В составе клуба прошёл все стадии от детских и юношеских команд до основы. 15 ноября 2014 года в матче второго раунда кубка Швеции против «Хальмии» впервые попал в состав основной команды, но на поле в итоге не появился. Дебютировал за основной состав 21 июля 2015 года во втором квалификационном раунде Лиги чемпионов с литовским «Жальгирисом». В начале второго тайма основной вратарь команды Златан Азинович получил травму и не смог продолжить встречу. Вместо него на поле появился Юханссон. За отведенные 40 минут Марко оставил свои ворота в неприкосновенности. На момент дебюта голкиперу было 16 лет и 330 дней, в результате чего он стал вторым самым молодым вратарём в Лиги чемпионов.
13 января 2017 года на правах аренды перешёл в «Треллеборг», выступавший в Суперэттане. Дебютировал в новой команде 26 февраля в матче группового этапа кубка Швеции с «Ефле», появившись на поле в стартовом составе. В сентябре продлил контракт с «Мальмё» до 2020 года. По итогам сезона Юханссон принял участие во всех 30 матчах в Суперэттане, в которых пропустил 32 мяча. «Треллеборг» занял третье место в турнирной таблице, получив право участвовать в стыковых матчах за выход в высший дивизион. В результате клуб одержал победу в двухматчевом противостоянии с «Йёнчёпингс Сёдра». В конце октября срок арендного соглашения с «Треллеборгом» был продлён ещё на один сезон. 1 апреля 2018 года дебютировал в Аллсвенскане в матче первого тура нового чемпионата с «Гётеборгом». «Треллеборг» по итогам чемпионата занял последнее место в турнирной таблице и вернулся в Суперэттан, а Юханссон вернулся в «Мальмё».
9 января 2019 года отправился в годичную аренду в ГАИС из Суперэттана. Первую игру за новую команду провёл 16 февраля в рамках группового этапа кубка Швеции с «Эребру». 30 марта дебютировал за команду в игре чемпионата против своего бывшего клуба — «Треллеборга». Марко принял участие во всех играх своей команды, кроме одной, которую пропустил из-за дисквалификации. 19 апреля в домашней игре с «Браге» он получил две жёлтые карточки и на 60-й минуте был вынужден покинуть поле.
8 января 2020 года на правах аренды до конца сезона перешёл в команду «Мьельбю», выступавшую в Аллсвенскане. Провёл в чемпионате за клуб только 8 игр. 28 июля из-за травм вратарей Юхана Далина и Душана Мелихарека «Мальмё» был вынужден разорвать арендное соглашение и вернуть Юханссона. Дебютировал в составе родного клуба в чемпионате Швеции 12 августа в домашней игре с «Эребру». До конца чемпионата принял участие в 16 матчах, в которых пропустил 18 мячей. По итогам сезона «Мальмё» занял первую строчку в турнирной таблице и стал чемпионом страны.

## Карьера в сборной
Выступал за юношеские сборные Швеции до 17 и до 19 лет. 11 июня 2019 года дебютировал за молодёжную сборную Швеции в товарищеской встрече со сборной Финляндии. Юханссон вышел в стартовом составе и уже на 9-й минуте пропустил мяч. Встреча завершилась со счётом 3:2 в пользу шведов.

## Личная жизнь
Родился в Швеции, родители имеют сербские корни.

## Достижения
Треллеборг:
- Бронзовый призёр Суперэттана: 2017

Мальмё:
- Чемпион Швеции: 2020

## Клубная статистика
| Выступление      | Выступление      | Выступление      | Лига | Лига | Кубки | Кубки | Конт. кубки | Конт. кубки | Итого | Итого |
| Клуб             | Лига             | Сезон            | Игры | Голы | Игры  | Голы  | Игры        | Голы        | Игры  | Голы  |
| ---------------- | ---------------- | ---------------- | ---- | ---- | ----- | ----- | ----------- | ----------- | ----- | ----- |
| Мальмё           | Аллсвенскан      | 2015             | 0    | 0    | 0     | 0     | 1           | 0           | 1     | 0     |
| Мальмё           | Аллсвенскан      | 2016             | 0    | 0    | 1     | -3    | 0           | 0           | 1     | -3    |
| Мальмё           | Аллсвенскан      | 2020             | 16   | -18  | 0     | 0     | 4           | -3          | 20    | -21   |
| Мальмё           | Аллсвенскан      | 2021             | 9    | -13  | 3     | -4    | 0           | 0           | 12    | -17   |
| Мальмё           | Итого            | Итого            | 25   | -31  | 4     | -7    | 5           | -3          | 34    | -41   |
| → Треллеборг     | Суперэттан       | 2017             | 30   | -32  | 3     | -6    | 0           | 0           | 33    | -38   |
| → Треллеборг     | Аллсвенскан      | 2018             | 29   | -61  | 2     | -2    | 0           | 0           | 31    | -63   |
| → Треллеборг     | Итого            | Итого            | 59   | -93  | 5     | -8    | 0           | 0           | 64    | -101  |
| → ГАИС           | Суперэттан       | 2019             | 29   | -38  | 3     | -6    | 0           | 0           | 32    | -44   |
| → ГАИС           | Итого            | Итого            | 29   | -38  | 3     | -6    | 0           | 0           | 32    | -44   |
| → Мьельбю        | Аллсвенскан      | 2020             | 8    | -10  | 2     | -1    | 0           | 0           | 10    | -11   |
| → Мьельбю        | Итого            | Итого            | 8    | -10  | 2     | -1    | 0           | 0           | 10    | -11   |
| Всего за карьеру | Всего за карьеру | Всего за карьеру | 121  | -172 | 14    | -22   | 5           | -3          | 140   | -197  |